# Dupla album
A dupla album olyan zenei kiadvány (nagylemez), mely a hossza miatt két hordozón kerül kiadásra. Ezek között lehetnek hanglemezek és CD-k is. A dupla albumokat általában – de nem kizárólagosan – azért így hozzák forgalomba, mert a felvétel hosszabb, mint amit az adott hordozón ki tudnak adni. Általánosan egy CD-re legfeljebb 80 percnyi hanganyag fér. Ha a kiadvány játékideje ennél hosszabb, akkor válik szükségessé a második hanghordozó legyártása, de, ha még hosszabb a teljes anyag, három vagy még több hanghordozóból is állhat egyazon album. A hangfelvételt készítő művészek művészileg egynek tekintik ezeket a lemezeket, de ez alól van kivétel. Ilyen John Lennon Some Time in New York City és a Pink Floyd Ummagumma lemeze. Mindkettő egy stúdióalbum és egy koncertalbum egybecsomagolva. Ezekhez hasonló még az OutKast Speakerboxxx/The Love Below kiadványa (lényegében két szóló,emez, melyeket a duo két tagja külön vett fel). Egy másik kísérlet a Emerson Lake and Palmer Works Volume 1, ahol az első részben Keith Emerson, a második részben Greg Lake, a harmadik részben Carl Palmer, a negyedik részben pedig a csapat együtt szerepelt.
A CD-k elterjedésével a lemezeket bónusz lemezekkel adták ki, melyen a fő lemezhez kapcsolódó további anyagok kaptak helyet. Ilyenek lehettek az élő felvételek, stúdióban felvett, kihagyott részek, megvágott dalok vagy régebbi, addig nem nyilvánosságra hozott felvételek kaptak helyet. Egyik változat volt, mikor a megjelent CD mellé egy DVD-t mellékeltek, melyen lehetett kapcsolódó videofelvétel vagy ugyanazon előadás DVD-Audio kiadása. Néhány ilyen kiadást kétoldalasan adtak ki, melyet DualDiscnek neveztek el.
A hanglemezek lehatároltsága miatt sok, kezdetben ilyen anyagon kiadott felvétel hossza nem haladta meg a 40 percet. Emiatt sok lemezkiadó két ilyen hanglemezt egy CD-n ad ki újrakiadáskor, és így hoznak létre dupla albumot.
Hasonló logika húzódik meg a tripla album mögött is, mely három egységet tartalmaz. A háromnál több lemezt tartalmazó kiadásokat általában díszdobozban értékesítik.

## Története

A The Beatles The Beatles című, minden idők egyik legnagyobb példányszámban eladott dupla lemezének a borítója.

### 1948 – 1970-es évek vége A nagylemezek kora
A nagylemez 1948-as megjelenése több vagy hosszabb zeneszám felvételét tette lehetővé, így egy felvételen 22 perccel több anyag fért el oldalanként az addigi 44 perc helyett. Ennek ellenére a klasszikus vagy opera jellegű művek még így is túl hosszúnak bizonyultak ahhoz, hogy egy hordozón jelenjenek meg, így ennek kompenzálására kettő vagy több lemezen jelentek meg a felvételek. Mivel költséges volt az ilyen albumok előállítása és értékesítése, ez a megoldás csak a klasszikus zenéhez hasonló, hosszú művek esetében maradt fenn, később pedig ehhez csatlakozott az élő műsorok felvétele illetve a válogatások. Az egyik első élő lemez valamint az egyik első nem klasszikus zenét tartalmazó dupla album a The Famous 1938 Carnegie Hall Jazz Concert volt, Benny Goodman a Carnegie Hallban felvett élő koncertjének a Columbia Records gondozásában 1950-ben kiadott lemeze volt. Operák stúdió felvételeihez, két, három, négy vagy akár öt lemez is szükséges volt, melyeket az 1950-es évektől dobtak piacra.
Mivel a felvételek költségei csökkentek, és egy művészi értéket képviselő alkotásnál több értelme is volt a műveknek, a dupla albumok egyre hétköznapibbá váltak. Az egyik első ilyen példa, mikor új stúdió felvétel dupla lemezen jelent meg, az 1956-os Ella Fitzgerald Sings the Cole Porter Song Book volt. Ennek ellenére széles körben Bob Dylan 1966. június 20-án megjelent Blonde on Blonde  lemezét tekintik az első olyan, popzenét tartalmazó dupla lemeznek, melyen egyetlen zenész eredeti dalai szerepelnek. Ez csupán egy héttel előzte meg  a The Mothers of Invention debütáló, Freak Out! című dupla lemezét, melyet 1966. június 2-án adtak ki.
Az ezt követő években egyre nagyobb számban adtak ki pop és rock stílusú dupla lemezeket, melyek közül többet a művész karrierjének csúcsán jelentettek meg. Ilyen a híresebbek közül a The Beatles 1968-ban kiadott fehér albuma, Elton John Goodbye Yellow Brick Road (1973) kiadása és a Led Zeppelin Physical Graffitije (1975). Ezen kívül a  progresszív rock ekkortájt történt előretörése is összetett és hosszú, a klasszikus zenéhez hasonló számokat eredményezett, így gyakran szükségessé vált egy második lemez is. A második legnagyobb példányszámban eladott dupla album és a legnagyobb példányszámban eladott koncepciós dupla albuma a Pink Floyd The Wallja lett, melyet 30 millió másolatban, 60 millió darabban értékesítettek.
Bár az új formátumok előretörésével ez a megoldás visszaszorult, továbbra is adtak ki dupla albumokat, melyek jellemzően élő felvételeket, klasszikus zenét, soundtrackeket és válogatásokat tartalmaztak. Ezen kívül pár népszerű stúdióalbumot is megjelentettek hasonló kiadásban, mint a The Smashing Pumpkins' Mellon Collie and the Infinite Sadness. Minden idők legkeresettebb dupla albuma Michael Jackson HIStory: Past, Present and Future, Book I 1995-ös kiadása, melyből világszerte több mint 33 másolatot adtak el. Tupac Shakur lett az első rapper, aki világszinten dupla albummal jelent meg. Ennek címe All Eyez on Me lett, és ez lett a legtöbb példányban elkelt lemeze

### Az 1970-es évek végétől – Kompakt kazetták és a CD
Az 1970-es évek második felétől a technológia fejlődésének hatására elterjedt a Philips Compact Cassette lejátszója, így a hanglemezek és a korábbi hangtárolós eszközök visszaszorultak. A formátum oldalanként 30-45 perc rögzítését tette lehetővé, így egy kazettán a zenészeknek 60-90 perc játékidejük lett. Később, 1982-ben a Philips piacra dobta a CD-t, melyen 74 perc zenét lehetett tárolni. Később ezt kibővítették 80 percre. Ennek hatására a művészeknek több terük lett, több tartalmat tudtak a kiadványra tenni. Ennek következtében egyre ritkábban lépték túl a rendelkezésre álló időt, és egyre ritkábbak lettek a dupla albumok. Így a korábban dupla albumon megjelent tartalmakat ki tudták adni egy hanghordozón. Például a Blonde on Blonde megjelenhetett egyetlen kazettán és CD-n is.
A kibővült elérhető idő ellenére az újrakiadások és az új formátumon való kiadás miatt néha meg kellett változtatni a számok sorrendjét. A The Beatles White Album, eredetileg dupla albumként megjelent kiadványa kazettán is két részben vált elérhetővé, amit megtartottak a CD-nél is, de a kazettás változaton át kellett alakítani a számok sorrendjét, hogy mindkét kazettán nagyjából ugyanannyi legyen a játékidő. Eközben a DJ Jazzy Jeff & The Fresh Prince 1988-as He's the DJ, I'm the Rapper műve mind hanglemezen, mind kazettán megjelent. A 85 perces hosszával ez lett az első dupla hiphop album, miközben a CD változatot 13 perccel meg kellett rövidíteni. Más, eredetileg hanglemezen megjelent dupla album Mike Oldfield Incantations és Chick Corea My Spanish Heart, szintén rövidítve lett CD-n kiadva, de később, a 80 perces CD-k megjelenésével ezeket ismét teljes változatukban is megjelentették.

## További információ
- Music Geek: Are Artists Who Make Double Albums Egomaniacal, Delusional Freaks? Archiválva 2014. november 26-i dátummal a Wayback Machine-ben (MTV.com)